# Schpyliwka
Schpyliwka (ukrainisch Шпилівка; russisch Шпилёвка Schpiljowka) ist ein Dorf in der ukrainischen Oblast Sumy mit etwa 550 Einwohnern (2004).
Die 1697 erstmals schriftlich erwähnte Ortschaft liegt an der Territorialstraße T–1909 16 km südwestlich vom Oblastzentrum Sumy.
Am 12. Juni 2020 wurde das Dorf ein Teil der neugegründeten Landgemeinde Sad, bis dahin bildete es zusammen mit den Dörfern Browkowe (Бровкове), Charkiwschtschyna (Харківщина), Oblohy (Облоги), Opolonske (Ополонське) und Wysyriwka (Визирівка) die gleichnamige Landratsgemeinde Schpyliwka (Шпилівська сільська рада/Schpyliwka silska rada) im Süden des Rajons Sumy.

## Persönlichkeiten
Im Dorf kam 1906 der Bildhauer Mychajlo Lyssenko († 1972) zur Welt.